# Občina Logatec
Občina Logatec je jednou z 212 občin ve Slovinsku. Rozkládá se ve Středoslovinském regionu na území historického Kraňska. Občinu tvoří 19 sídel, její rozloha je 173,1 km² a k 1. lednu 2017 zde žilo 13 802 obyvatel. Správním střediskem je město Logatec.

## Geografie
Území občiny je hornaté, nadmořská výška území je zhruba od 435 m na jihu až k 890 m v sídle Lavrovec v severní části. Při jihovýchodním okraji území, v délce zhruba 9 km, prochází dálnice A1 – s odbočkou do města Logatec.

## Členění občiny
Občinu tvoří sídla: Grčarevec, Hleviše, Hlevni Vrh, Hotedršica, Jakovica, Kalce, Lavrovec, Laze, Logatec, Medvedje Brdo, Novi Svet, Petkovec, Praprotno Brdo, Ravnik pri Hotedršici, Rovtarske Žibrše, Rovte, Vrh svetih Treh Kraljev, Zaplana, Žibrše.

## Sousední občiny
Sousedními občinami jsou: Gorenja vas na severu, Dobrova-Polhov Gradec na severovýchodě, Vrhnika na východě, Cerknica na jihovýchodě, Postojna na jihu, Ajdovščina na jihozápadě, Idrija na západě a Žiri na severozápadě.